# Корюківська районна державна адміністрація
Корюківська районна державна адміністрація є місцевим органом виконавчої влади і в межах своїх повноважень здійснює виконавчу владу на території Корюківського району, а також реалізує повноваження, делеговані їй Корюківською районною радою.
У зв'язку з широкомасштабним вторгненням Росії 24 лютого 2022 року набула статусу військової адміністрації.

## Законодавчі повноваження
Районна державна адміністрація забезпечує на території району:
- виконання Конституції, законів України, актів Президента України, Кабінету Міністрів України, інших органів виконавчої влади ;
- законність і правопорядок, додержання прав і свобод громадян;
- виконання державних і регіональних програм соціально-економічного та культурного розвитку, програм охорони довкілля, а в місцях компактного проживання корінних народів і національних меншин - також програм їх національно - культурного розвитку;
- підготовку та виконання відповідних обласних і районних бюджетів;
- взаємодію з органами місцевого самоврядування;
- реалізацію інших наданих державою, а також делегованих відповідними радами повноважень.

Районна державна адміністрація діє на засадах відповідальності перед людиною і державою за свою діяльність, верховенства права, законності, пріоритетності прав людини, гласності, поєднання державних і місцевих інтересів.

### Голови
1. Попель Василь Петрович, голова виконавчого комітету Корюківської районної ради народних депутатів — з 12 березня 1988р — 5 липня 1990;
2. Воротинський Михайло Іванович,  голова виконавчого комітету Корюківської районної ради народних депутатів — з 20 березня 1990p — 21 лютого 1991;
3. Попель Василь Петрович,  голова виконавчого комітету Корюківської районної ради народних депутатів — з 22 лютого 1991р — 21 липня 1992
4. Петренко Борис Михайлович — з 9 квітня 1992p — 14 червня 1998 — представник Президента України в Корюківському районі;
5. Довгаль Олександр Васильович — з 2 липня 1998p — 14 березня 2005;
6. Мелашенко Борис Володимирович — з 15 березня 2005p — 24 грудня 2007;
7. Чернуха Віктор Іванович — з 8 липня 2007p — 21 червня 2010;
8. Довгаль Олександр Васильович — з 22 червня 2010p — 23 грудня 2013;
9. Чернуха Віктор Іванович — з 29 квітня 2014p — 15 квітня 2015;
10. Савченко Олександр Миколайович — з 5 травня 2015p — 23 грудня 2015;
11. Мірошниченко Олексій Володимирович — з 6 травня 2016p — 6 квітня 2020;
12. Полубень Володимир Володимирович — з 15 квітня 2020p — 12 березня 2021;
13. Ващенко Іван Олександрович — з 28 січня 2022 — 21 грудня 2023 (з 24 лютого 2022 — 21 грудня 2023 - начальник Корюківської районної військової адміністрації).

## Керівництво
- В.о. голови, перший заступник голови — Чорний Сергій Володимирович
- Заступник голови — Сита Юлія Михайлівна
- Керівник апарату — Безнісько Олександр Григорович

## Структура
- Загальний відділ,організаційної діяльності та контролю
- Відділ управління персоналом
- Відділ ведення Державного реєстру виборців
- Відділ бухгалтерського обліку та звітності
- Юридичний відділ
- Відділ інформаційної діяльності, комунікацій з громадськістю та цифрового розвитку
- Відділ цивільного захисту, оборонної  роботи
- Відділ інфраструктури, містобудування та  архітектури,  житлово-комунального господарства,  екології
- Відділ економічного та агропромислового розвитку, транспорту
- Відділ забезпечення взаємодії з органами місцевого самоврядування та гуманітарної політики
- Відділ цифрової трансформації та організації діяльності центрів надання адміністративних послуг
- Архівний відділ
- Відділ освіти,  культури і туризму
- Фінансовий відділ
- Сектор  з питань мобілізаційної роботи
- Служба у справах дітей
- Управління соціального захисту населення